# Farming Simulator 2013
Farming Simulator 2013 — компьютерная игра, разработанная компанией Giants Software. Игра представляет собой реалистичный симулятор фермера, где игрок является владельцем фермы.

## Игровой мир
В обычной версии игры существует одна карта. Но с помощью дополнений и разнообразных модификаций число игровых локаций можно увеличить. На игровой локации есть поля, пастбища, магазины (в том числе и для покупки техники), хранилища для урожая.

## Геймплей
Игровой процесс представляет собой вспахивание полей, посев растений, уборку урожая. Вы можете управлять совершенно всей техникой, начиная от тракторов и заканчивая комбайнами. Со временем игрок покупает новую технику и новые поля. Также возможно взять кредит для любых целей. Игрок может иметь на своей ферме животных. В игре всего три вида: коровы, овцы и куры.

## Продажи
Летом 2018 года, благодаря уязвимости в защите Steam Web API, стало известно, что точное количество пользователей сервиса Steam, которые играли в Farming Simulator 2013 Titanium Edition хотя бы один раз, составляет 590 518 человек.

## Отзывы
| Сводный рейтинг | Сводный рейтинг                                                                                           |
| Агрегатор       | Оценка |
| --------------- | --- |
| GameRankings    | 38,30 %                                                                                                   |
| Metacritic      | 40/100 (PS3, 17 обзоров) 33/100 (Xbox 360, 12 обзоров) 59/100 (PSVita, 4 обзоров) 65/100 (PC, 12 обзоров) |

Игра получила преимущественно отрицательные отзывы на платформах PS3 и Xbox 360, а также смешанные оценки на PlayStation Vita и PC. На сайте-агрегаторе Metacritic средняя оценка игры составляет 40 из 100 на основе 17 обзоров для платформы PlayStation 3, 33 из 100 на основе 12 обзоров для платформы Xbox 360, 59 из 100 на основе 4 обзоров для платформы PlayStation Vita, 65 из 100 на основе 12 обзоров для платформы PC.